# Gerty Lensvelt-Mulders
Geertruida Johanna Lucia Maria (Gerty) Lensvelt-Mulders (1957) is een Nederlands psycholoog en hoogleraar wetenschapstheorie, methodologie en onderzoeksleer aan de Universiteit voor Humanistiek in Utrecht.

## Levensloop
Lensvelt-Mulders studeerde theoretische en experimentele psychologie aan de Katholieke Universiteit Brabant van 1990 tot 1994. De volgende vier jaar werkte ze hier verder als aio en promoveerde in 2000 op het proefschrift "Personality at different levels: a behaviour genetic approach" over de invloed van aanleg en opvoeding op de persoonlijkheid.
Van 1997 tot 1999 heeft ze gewerkt als marktonderzoeker bij het IVA in Tilburg, en vanaf 1999 tot 2008 was ze werkzaam als hoofddocent en onderzoeker bij methodologie en statistiek aan de Universiteit Utrecht. Sinds 2003 is ze ook voorzitter van de NOSMO groep DIR (data verzameling, instrumentatie en research design).
In 2008 werd ze aangesteld als hoogleraar wetenschapstheorie, methodologie en onderzoeksleer aan de Universiteit voor Humanistiek in Utrecht. Haar onderzoek aan deze instelling is gericht op de methodologische beginselen voor onderzoek en ontwikkeling in de multidisciplinaire studie van het humanisme. Haar uitdaging ligt in het afstemming van methoden uit de verschillende betrokken disciplines, zodat ze recht doen aan de complexe realiteit van de normatieve studie van de maatschappij.
In 2012 is Lensvelt-Mulders benoemd tot rector magnificus van de Universiteit voor Humanistiek. Daarmee is zij tevens voorzitter van het College van Bestuur van deze instelling.

## Publicaties (selectie)
- 2000. Personality at different levels : a behaviour genetic approach. Proefschrift Katholieke Universiteit Brabant, Tilburg.
- 2007. "The Influence of Advance Letters on Response in Telephone Surveys: A Meta-Analysis". Met Edith de Leeuw, Mario Callegaro, Joop Hox, en Elly Korendijk. In: Public Opinion Quarterly 2007 71(3):413-443
- 2010. De gedachte wetenschap. SWP Publishing Amsterdam. (in press)